# Michał Traczyk
Michał Traczyk (ur. 26 kwietnia 1977) – polski literaturoznawca, komiksoznawca, doktor nauk humanistycznych, współtwórca i członek Zarządu Fundacji Instytut Kultury Popularnej.
Od 2010 zastępca redaktora naczelnego, a od 2019 redaktor naczelny "Zeszytów Komiksowych"; od 2015 redaktor naczelny "Studiów z Kultury Popularnej". Koordynator projektu edukacyjnego W POSZUKIWANIU POLSKICH SUPERBOHATERÓW – polski komiks w służbie edukacji kulturalnej; koordynator Poznańskiej Dyskusyjnej Akademii Komiksu; redaktor Polskiej Bibliografii Wiedzy o Komiksie; dyrektor Poznańskiego Festiwalu Sztuki Komiksowej; członek Polskiej Akademii Sztuki Komiksu, przyznającej Orient Meny – nagrody polskiego środowiska komiksowego. Od początku 2018 roku zatrudniony w Bibliotece Uniwersyteckiej w Poznaniu, w której od lipca 2018 kieruje Pracownią Komiksu.

## Publikacje[4]

### Książki
1. Poezja w piosence. Od Tuwima do Świetlickiego, Poznań 2009.
2. Komiks na świecie i w Polsce, Bielsko-Biała 2016.

### Redakcje prac zbiorowych
1. Derlatka P., Lambryczak A., Traczyk M. (red.), Agnieszka Osiecka o kobietach, mężczyznach i świecie, opieka naukowa I. Kiec, Poznań 2003.
2. „Trubadur Polski” 22-24 listopada 2004, numer specjalny, pismo wydane z okazji konferencji naukowej „W teatrze piosenki” (członek redakcji).
3. Kiec I., Traczyk M. (red.), W teatrze piosenki, Poznań 2005.
4. Gajda K., Traczyk M. (red.), Zostały jeszcze pieśni… Jacek Kaczmarski wobec tradycji, Warszawa 2010.
5. „Zeszyty Komiksowe” 2010- (redaktor naczelny).
6. Kiec I., Traczyk M. (red.), Komiks i jego konteksty, Poznań 2014.
7. "Studia z Kultury Popularnej" 2017–2019 (redaktor naczelny).
8. Czaja J., Traczyk M. (red.), Komiks. Wokół warstwy wizualnej, Poznań 2016.
9. Traczyk M. (red.), Komiks. Okolice (auto)biografii, Poznań 2021.

### Artykuły
1. Wada serca, w zb.: Agnieszka Osiecka o kobietach, mężczyznach i świecie, pod red. P. Derlatki, A. Lambryczak i M. Traczyka, opieka naukowa I. Kiec, Poznań 2003.
2. Naukowcy o rocku, „Trubadur Polski” 22-24 listopada 2004, numer specjalny, pismo wydane z okazji konferencji naukowej „W teatrze piosenki”.
3. W teatrze piosenek. O „Zanim będziesz u brzegu” Jerzego Satanowskiego, w zb.: W teatrze piosenki, pod red. I. Kiec, M. Traczyka, Poznań 2005.
4. Dwudziestowieczna kultura popularna wobec kultury wysokiej na przykładzie poezji w piosence, w zb.:  Sytuacja sztuki. Spojrzenie na przełomie XX i XXI wieku, pod red. R. Bobryka, Siedlce 2007.
5. (Rec.:) Jacek Gutorow, Niepodległość głosu. Szkice o poezji polskiej po 1968 roku, Kraków 2003, „Pamiętnik Literacki” 2007, nr 1.
6. puk.puk – Kto tam? – Nosowska, w zb.: Nosowska. Piosenka musi posiadać tekst. Wokół twórczości Katarzyny Nosowskiej, pod red. J. Kurpisz i K. Ziętek, opieka naukowa I. Kiec, Warszawa 2008.
7. Jak brzmi kolor żółty?, „Zeszyty Komiksowe” 2010, nr 10.
8. Poeta czy tekściarz – i kto o tym decyduje?, w zb.: Zostały jeszcze pieśni… Jacek Kaczmarski wobec tradycji, pod red. K. Gajdy i M. Traczyka, Warszawa 2010.
9. Komiksowy soundtrack, czyli co muzyka ma wspólnego z komiksem, w zb.: KOntekstowy MIKS. Przez opowieści graficzne do analiz kultury współczesnej, pod red. G. Gajewskiej i R. Wójcika, Poznań 2011.
10. Komiks historyczny, czyli co? Rozważania wstępne, „Zeszyty Komiksowe” 2011, nr 12.
11. Polski komiks dokumentalnie, w zb.: Dokument w sztuce współczesnej, pod red. I. Kiec, Poznań 2012.
12. Chopingate. Genzeza, zasadność, konsekwencje, w zb.: Tabu – Trend – Transgresja, t. 2, Skandal w tekstach kultury, pod red. M. Ursela, M. Dąbrowskiej, J. Nadolnej i M. Skibińskiej, Warszawa 2013.
13. O Szalonej lokomotywie (według Witkacego) Grechuty i spółki, w zb.: Musical. Poszerzanie pola gatunku, pod red. J. Maleszyńskiej, J. Roszak i R. Koschanego, Poznań 2013.
14. Komiks i piosenka – losy osobne, losy bliźniacze? Rozpoznanie, w zb.: Komiks i jego konteksty, pod red. I. Kiec i M. Traczyka, Poznań 2014.
15. Komiks nie jest dla dzieci, „Zeszyty Komiksowe” 2014, nr 18.
16. Kapitan Tytus Żbik de Kloss, w: Fantastyczność i cudowność. „Homo mythicus” – mityczne wzorce tożsamości, pod red. H. Kubickiej, G. Trębickiego i B. Trochy, Zielona Góra 2014.
17. Historia przerysowana – historia nieprawdziwa?, w: Historia w wersji popularnej, pod red. I. Kiec i I. Kowalczyk, Gdańsk 2015.
18. Jerzy Satanowski’s Theatre of Songs and 20th-Century Crisis of Dramatic Art, „Studia z Kultury Popularnej” 2015, nr 1: Prolegomena do dziejów kultury popularnej w Poznaniu.
19. Komiks w bibliotece, „Studia z Kultury Popularnej” 2015, nr 1: Prolegomena do dziejów kultury popularnej w Poznaniu.
20. Das Comicbild Polens. Ein Spaziergang durch die Möglichkeiten der Darstellung, w zb.: Comic in Polen – Polen im Comic, hg. K. Kupczyńska i R. Makarska, Berlin 2016.
21. Malarz rysuje komiksy. O Sasnalu, w zb.: Komiks. Wokół warstwy wizualnej, red. J. Czaja i M. Traczyk, Poznań 2016.
22. Komiksowa re-/de-konstrukcja piosenki, w zb.: Nowe słowa w piosence. Źródła. Rozlewiska, red. M. Budzyńska-Łazarewicz i K. Gajda, Poznań 2017.
23. Dopełnianie rynny. Na marginesie tekstu Jakuba Jankowskiego o polskim tłumaczeniu „Zrozumieć komiks” Scotta McClouda, „Zeszyty Komiksowe” 2017, nr 23.
24. Szaleni z Rwandy, „Studia z Kultury Popularnej” 2018/2019, nr 2.
25. Zaśpiewać komiks. Jak piosenkowe słowo kształtuje rzeczywistość, w: Najnowsza słowiańska literatura i kultura popularna, t. 2, red. T. Hajder, I. Kiec, M. Uździcka, Zielona Góra 2019.
26. Po co piosence poezja Tuwima, "Prace Polonistyczne" 2020, t. LXXV[5].
27. Niepokorny, przekorny i uparty, czyli Baranowskiego żarty nie na żarty, w: Miejsce w dymku. Tadeusz Baranowski, Jelenia Góra 2020.
28. Comicbibliotheken und Comicprojekte, w: Handbuch Polnische Comickulturen nach 1989, red. K. Kupczyńska i R. Makarska, Berlin 2021.
29. Od wykonawcy do twórcy, czyli gry z (auto)biografią. O komiksach Pawła "Szawła" Płóciennika, w: Komiks. Okolice (auto)biografii, red. M. Traczyk, Poznań 2021.